# Thank You Mam
Thank You Mam è il terzo ed ultimo album in studio della band statunitense Ram Jam, uscito nel 1994. La band ha impiegato ben 16 anni a registrare l'album, rinnovando il classico suono Blues Rock con l'inserimento di effetti elettronici tipico degli anni novanta, ben riconoscibili nella traccia: " Ram Jam, Thank You Mam". L'album nel totale non ha avuto un grande successo.

## Tracce
01. Ram Jam, Thank You Mam - 3:06
02. Do The Nasty - 3:46
03. Roxy Roller - 3:50
04. Lonely Days - 3:24
05. Sex Love and Dynamite - 3:33
06. Turn Me On - 3:46
07. Come And Get It - 3:21
08. Help Me - 3:37
09. Lock Me Up - 3:25
10. Don't Turn Me On - 3:08
11. Break It Down - 3:28
12. Down And Dirty - 4:09
13. Get It On - 4:14
14. Hanging On - 3:39
15. Black Betty '95 - 3:10
16. Rock Hard - 4:11